# Константинов, Виталий Михайлович
Виталий Михайлович Константинов (15 января 1897 года, с. Дубравное, Тобольская губерния — 31 января 1967 года, Новосибирск) — советский хирург и ученый-анатом. Доктор медицинских наук, профессор. Организатор и первый заведующий кафедрой патологической анатомии НГМИ (1935—1967).

## Биография
Родился в 1897 году в Тобольской губернии. В 1921 году окончил медицинский факультет Томского университета. После окончания вуза остался в нем работать в качестве научного сотрудника. В 1930 году возглавил кафедру патологической анатомии.
В 1931 году переехал в Новосибирск, где был избран на должность заведующего кафедрой патологической анатомии Новосибирского института усовершенствования врачей. В 1935 году перешел на работу в Новосибирский медицинский институт, так же возглавил кафедру патологической анатомии.
В декабре 1935 года получил звание профессора. В 1936 году, после защиты в Ленинградском филиале Всесоюзного института экспериментальной медицины диссертации на тему «Об особенностях распределения в организме витально красящих веществ и взвесей при различных экспериментальных воздействиях», стал доктором медицинских наук.
В довоенное время большинство исследовательских работ Константинова было посвящено изучению изменений ретикуло-эндотелиальной системы при воспалении, воздействии аллергических факторов, ишемии.
С началом Великой Отечественной войны научные исследования были направлены на изучение патоморфологии боевой травмы и ее последствий, особенностей развития ряда заболеваний в условиях военного времени.
По завершении войны основные труды профессора и его команды были сосредоточены вокруг изучения патоморфологии эхинококкоза и сартланской болезни.
Является автором 69 научных трудов, среди которых 2 монографии («Об особенностях распределения в организме витально красящих веществ и взвесей при различных экспериментальных воздействиях», 1936 год; «Альвеолярный эхинококкоз», 1963 год).
За заслуги перед страной Константинов награжден орденами Ленина и Трудового Красного Знамени.
Скончался в 1967 году в Новосибирске.